# Alaerdin Lam
Alaerd Lam of Alaerdim Lams (dertiende eeuw) was burgemeester van Brugge.

## Levensloop
Lam nam in juni 1291 deel in Gent aan een bijeenkomst van afgevaardigden van Brugge, Ieper en Rijsel, op uitnodiging van de graaf van Gent om de bezwaren te onderzoeken die door de XXXIX van Gent waren geuit.
In mei 1293 was burgemeester Lam als getuige aanwezig in Oudenaarde toen graaf Gewijde van Dampierre een reglement uitvaardigde voor de nering van de Brugse makelaars.
In oktober 1294 werd Alard Lam, samen met anderen, onder meer de heer van Gruuthuse, vermeld in een rechterlijke uitspraak, als leenman van de graaf van Vlaanderen.
Op 19 december 1298 plaatste hij zijn handtekening, samen met die van een vijfenzeventigtal andere Brugse schepenen en poorters, onder het reglement voor de jaarlijkse vernieuwing van van de burgemeesters, schepenen, raadsleden en thesauriers van de stad Brugge.

## Stadsbestuur
De aanwezigheid van Lam in het stadsbestuur is betrekkelijk onzeker. De laatste jaren van de dertiende eeuw waren een woelige tijd.
Hij was zeker burgemeester in 1292-1293. Hij was het wellicht opnieuw in 1293-1294. Nadien was hij nog schepen. 

## Bron
- Dirk VANDENAUWEELE, Schepenbank en schepenen te Brugge (1127-1384). Bijdrage tot de studie van een gewone stedelijke rechts- en bestuursinstelling, met lijst van Wetsvernieuwingen van 1211 tot 1357, doctoraatsverhandeling (onuitgegeven), Katholieke Universiteit Leuven, 1977.